# 飾り駒
1. 将棋駒を象った置物のこと。ここで解説する。
2. 詰将棋やエンドゲーム・スタディで詰み手順には何ら影響を及ぼさないものの装飾的に盤上に配置されている駒（詰将棋あるいはエンドゲーム・スタディを参照）。

飾り駒（かざりごま）は、将棋駒を象った置物。置き駒ともいう。だるまや招き猫の置物と同様に縁起物として室内の装飾などに用いられる。駒の種類は「王将」や「左馬」（ひだりうま、「馬」の文字を左右反転させて書いたもの）が一般的であるが他の種類のものもある。飾り駒で用いられることの多い「左馬」の文字の由来については諸説がある。